# Saison 1 de Californication
Chronologie
Saison 2
Cet article présente le guide des épisodes de la première saison de la série télévisée américaine Californication.

## Généralités
Cette première saison est composée de douze épisodes.

### Synopsis
Hank Moody est un romancier new-yorkais exilé à Los Angeles, et séparé de Karen, la mère de sa fille Becca, âgée de 12 ans. Perturbé par sa situation familiale et par son absence d'inspiration, il se réconforte dans la consommation immodérée d'alcool, de drogues en tout genre et des nombreuses femmes tombées sous son charme. Désabusé et sarcastique, il ne peut s'empêcher de dire toutes les vérités qui lui viennent à l'esprit, et ce, en toutes circonstances et à n'importe qui, n'ayant que très peu de respect pour les conventions de la bourgeoisie californienne. Hank est auto-destructeur, mais dans le fond il ne cherche qu'à récupérer Karen et à vivre une vie de famille tranquille…

## Distribution

### Acteurs principaux
- David Duchovny (VF : Georges Caudron) : Hank Moody
- Natascha McElhone (VF : Danièle Douet) : Karen van der Beek
- Evan Handler (VF : Xavier Fagnon) : Charlie Runkle
- Madeleine Martin (VF : Léopoldine Serre) : Rebecca « Becca » Moody
- Pamela Adlon (VF : Marie Vincent) : Marcy Runkle
- Madeline Zima (VF : Caroline Victoria) : Mia Lewis

### Acteurs récurrents
- Rachel Miner (VF : Dorothée Pousséo) : Dani California

### Invités
- Amber Heard : Amber
- Mark Margolis : Al Moodyii

## Épisodes

### Épisode 2:Je vous hais tous
- États-Unis : 20 août 2007 sur Showtime
- Belgique : 11 mars 2008 sur Be Séries
- France : 14 mars 2008 sur M6
- Québec : 15 avril 2009 sur TQS

### Épisode 3:Peu importe le flacon
- États-Unis : 27 août 2007 sur Showtime
- Belgique : 18 mars 2008 sur Be Séries
- France : 21 mars 2008 sur M6
- Québec : 22 avril 2009 sur TQS

### Épisode 4:Charité quand tu nous tiens
- États-Unis : 3 septembre 2007 sur Showtime
- Belgique : 25 mars 2008 sur Be Séries
- France : 28 mars 2008 sur M6
- Québec : 29 avril 2009 sur TQS

### Épisode 5:Entre Cro-Magnon et Shakespeare
- États-Unis : 10 septembre 2007 sur Showtime
- Belgique : 1er avril 2008 sur Be Séries
- France : 4 avril 2008 sur M6
- Québec : 6 mai 2009 sur TQS[2]

### Épisode 6:Le romantisme est mort
- États-Unis : 17 septembre 2007 sur Showtime
- Belgique : 8 avril 2008 sur Be Séries
- France : 11 avril 2008 sur M6
- Québec : 13 mai 2009 sur TQS

### Épisode 7:Il n'y a pas de fin heureuse
- États-Unis : 24 septembre 2007 sur Showtime
- Belgique : 15 avril 2008 sur Be Séries
- France : 18 avril 2008 sur M6
- Québec : 20 mai 2009 sur TQS

### Épisode 8:Jacaranda
- États-Unis : 1er octobre 2007 sur Showtime
- Belgique : 22 avril 2008 sur Be Séries
- France : 25 avril 2008 sur M6
- Québec : 27 mai 2009 sur TQS

- Amber Heard (Amber)
- Mark Margolis (Al Moody)

### Épisode 9:Une page se tourne
- États-Unis : 8 octobre 2007 sur Showtime
- Belgique : 29 avril 2008 sur Be Séries
- France : 2 mai 2008 sur M6
- Québec : 3 juin 2009 sur TQS

### Épisode 10:Dernier round entre amis
- États-Unis : 15 octobre 2007 sur Showtime
- Belgique : 6 mai 2008 sur Be Séries
- France : 9 mai 2008 sur M6
- Québec : 10 juin 2009 sur TQS

### Épisode 11:Un seul être vous manque
- États-Unis : 22 octobre 2007 sur Showtime
- Belgique : 13 mai 2008 sur Be Séries
- France : 16 mai 2008 sur M6
- Québec : 17 juin 2009 sur TQS

### Épisode 12:Tragiquement imparfait
- États-Unis : 29 octobre 2007 sur Showtime
- Belgique : 20 mai 2008 sur Be Séries
- France : 23 mai 2008 sur M6
- Québec : 24 juin 2009 sur TQS[3]